# Lavenay
Lavenay is een plaats en voormalige gemeente in het Franse departement Sarthe in de regio Pays de la Loire en telt 357 inwoners (1999). De plaats maakt deel uit van het arrondissement La Flèche. Lavenay is op 1 januari gefuseerd met de gemeenten La Chapelle-Gaugain, Poncé-sur-le-Loir en Ruillé-sur-Loir tot de commune nouvelle Loir en Vallée. 

## Geografie
De oppervlakte van Lavenay bedraagt 7,8 km², de bevolkingsdichtheid is 45,8 inwoners per km². Het plaatsje Pont-de-Braye, waar het riviertje de Braye in de Loir uitmondt, maakt deel uit van de Lavenay.
De onderstaande kaart toont de ligging van Lavenay met de belangrijkste infrastructuur en aangrenzende gemeenten.

## Demografie
Onderstaande figuur toont het verloop van het inwonertal (bron: INSEE-tellingen).